# Chirosia latipennis
Chirosia latipennis är en tvåvingeart som först beskrevs av Zetterstedt 1838.  Chirosia latipennis ingår i släktet Chirosia och familjen blomsterflugor. Arten har ej påträffats i Sverige. Inga underarter finns listade i Catalogue of Life.